# مصادر التشريع الإسلامي
مصادر التشريع الإسلامي : هي الأدلة التي تستند إليها الشريعة الإسلامية حيث هناك أدلة متفق عليها بين أغلب الفرق وأخرى مختلف عليها، والكتاب والسنة هما أصلان لباقي المصادر الأخرى، ويليهما الإجماع ثم القياس وهذه الأربعة هي الأصول الشرعية المتفق عليها عند جمهور العلماء او الفقهاء. 

## مصادر التشريع الإسلامي
الشرع هو: «ما شرعه الله على لسان نبيه من أحكام» والمصدر الأساسي للشرع الإسلامي هو ما جاء من عند الله تعالى عن طريق رسول الله ﷺ، وهو القرآن والحديث، فهما الوحيان والمصدران اللذان يعتمد عليهما ما عداهما من الأدلة الشرعية، لكن هناك أحكام شرعية مذكورة في القرآن والحديث على وجه الإجمال أو بصورة كلية، وهذا يستلزم وجود أدلة لاستنباط الأحكام الشرعية، بطريق الاجتهاد وتسمى هذه الأدلة أصول الأحكام، وهي التي يبحث فيها علم أصول الفقه

## مفهوم الأدلة الشرعية
الدليل لغة  المرشد والهادي.
الأدلة الشرعية هي: أدلة الفقه الإجمالية، التي يستنتج منها الأحكام الشرعية، وعند علماء أصول الفقه هي: ما يتوصل بصحيح النظر فيه إلى مطلوب خبري.

## مصادر التشريع الإسلامي المتفق عليها

### القرآن الكريم
وهو المصدر الأول للتشريع، واشتمل على أصول الشريعة وقواعدها من الحلال والحرام، وجاءت أكثر أحكامه مجملة تشير إلى مقاصد الشريعة، فالقرآن هو المصدر الأول للتشريع الإسلامي تبيان لكل شيء، من حيث أنه قد أحاط بجميع الأحوال والقواعد التي لابد منها في كل قانون وأي نظام، وذلك كوجوب العدل والمساواة و الشورى ورفع الحرج ودفع الضرر ورعاية الحقوق لأصحابها وأداء الأمانات إلى أهلها والرجوع بمهام الأمور إلى أهل الذكر والاختصاص، وغيرها.

### السنة النبوية
الشرع قائم على أصلين هما: القرآن والسنة، فمن أنكر السنة هدم الدين، فالسنة إما أن تستقل بالتشريع، وإما أن تفسِّر القرآن وتبيّنه، وتقيد مطلقه، وتخصص عامه، وتعريف السنة: "هي ما صح عن رسول الله ﷺ، عن طريق الرواية بصحة الأسانيد، وثقة الرواة الناقلين، وبصحة معناه، بحيث لا يتعارض مع غيره من أصول الشرع المنقولة المستقرة، وقد اتفق المسلمون على أن ما صدر عن رسول الله من قول أو فعل أو تقرير في شأن من شئون التشريع، أو شؤون الرئاسة والقضاء، ونقل إلينا بسند صحيح، يكون حجة على المسلمين، ومصدراً تشريعياً، يستنبط منه المجتهدون الأحكام الشرعية لأفعال المكلفين، فالسنة النبوية هي المصدر الثاني من مصادر التشريع، ومنزلتها تلي منزلة القرآن، ويجب إتباعها كما يجب إتباع القرآن.

### الإجماع
وهو: اتفاق مجتهدي العصر من أُمَّة محمد  بعد وفاته على أي أمر كان من أمور الدين.
فإذا وقعت حادثة وعرضت على جميع المجتهدين من الأمة الإسلامية وقت حدوثها، واتفقوا على حكم فيها سمي اتفاقهم إجماعاً، واعتبر إجماعهم على حكم واحد فيها دليلاً على أن هذا الحكم هو الحكم الشرعي في الواقعة، وإنما قيل في التعريف بعد وفاة الرسول؛ لأنه في حياة الرسول هو المرجع التشريعي وحده، فلا يتصور اختلاف في حكم شرعي، ولا اتفاق إذ الاتفاق لا يتحقق إلا من عدد.
والإجماع ممكن عادة، لوقوعه فعلاً في أمثلة كثيرة، ومنها: الإجماع على حجب ابن الابن بالابن، وعلى تقديم الدَّين على الوصية، وعلى أن الواجب في الغسل والمسح في الوضوء مرة واحدة، وعلى حرمة شحم الخنزير كلحمه.

### القياس
وهو تسوية واقعة لم يرد فيها نص بواقعة ورد نص بحكمها، لتساوي الواقعتين في علة هذا الحكم، وهو أول طريق يلجأ إليه المجتهد لاستنباط الحكم فيما لا نص فيه، وهو أوضح طرق الاستنباط وأقواها.
والخلاصة: "فإنه لا خلاف بين المجتهدين على مصادر التشريع الثلاثة الأولى، وهي: الكتاب والسنة والإجماع، كما أنه لا خلاف بين فقهاء المذاهب الأربعة على المصدر الرابع (القياس).

## مصادر التشريع الإسلامي المختلف فيها

### العرف
"وهو: ما استقر في النفوس من جهة العقول، وتلقته الطباع السليمة بالقبول وهو ما يتعارفه أكثر الناس، ويجري بينهم من وسائل التعبير، وأساليب الخطاب والكلام، وما يتواضعون عليه من الأعمال، ويعتادونه من شؤون المعاملات مما لم يوجد في نفيه ولا إثباته دليل شرعي.

### الاستصحاب
"وهو الحكم على الشيء بالحال التي كان عليها من قبل، حتى يقوم دليل على تغير تلك الحال، أو هو جعل الحكم الذي كان ثابتا في الماضي باقيا في الحال حتى يقوم دليل على تغيره.

### الاستحسان
"وتعريفه في اصطلاح الأصوليين: "هو العدول عن حكم اقتضاه دليل شرعي في واقعة إلى حكم آخر فيها، لدليل شرعي اقتضى هذا العدول، وهذا الدليل الشرعي المقتضى للعدول، هو سند الاستحسان".

### المصالح المرسلة
وهي التي لم يشهد لها أصل شرعي من نص أو إجماع، لا بالاعتبار ولا بالإلغاء، وذلك كجمع المصحف وكتابته؛ فإنه لم يدل عليه نص من قبل الشارع، ولذا توقف فيه أبو بكر وعمر أولاً، حتى تحققوا من أنه مصلحة في الدين تدخل تحت مقاصد الشرع في ذلك، ومثله ترتيب الدواوين وتدوين العلوم الشرعية وغيرها.

### شرع من قبلنا
"والمراد به: ما نقل إلينا من أحكام تلك الشرائع التي كانوا مكلفين، بها على أنها شرع لله، وحجيته: ما أورده اللَّه عَزَّ وجَلَّ في كتابه، أو أورده رسوله ﷺفي سُنَّته من القصص والأخبار والأحكام التي وردت في الشرائع السابقة من غير إنكار، ولم يدل دليل على أنها مشروعة في حقنا، ولم يدل دليل على أنها منسوخة عنا".

### مذهب الصحابي
وهو ما نقل إلينا، وثبت لدينا عن أحد أصحاب رسول الله ﷺمن فتوى، أو قضاء، في حادثة شرعية، ولم يرد فيها نص من القرآن أو السنة، ولم يحصل عليها إجماع، "وقد اتفق جمهور أئمة المسلمين وعلمائهم على أن أصحاب رسول الله ﷺعدول، لا تُرَد شهادتهم، ولا يُطعن في روايتهم متى ثبت عنهم".

### سد الذرائع
ومعنى الذريعة، هي المسألة التي ظاهرها الإباحة، ويتوصل بها إلى فعل المحظور، والمقصود بسد الذرائع، أي: منع المُباحات التي يتوصل بها إلى المفاسد.

## التطور التاريخي لمصادر التشريع الإسلامي
التشريع: علم يبحث عن حالة الفقه الإسلامي في عصر الرسالة وما بعده: من حيث تعيين الأزمنة التي أُنشئت فيها الأحكام، وبيان ما طرأ عليها من نسخ وتخصيص وتفريع، وعن حالة الفقهاء والمجتهدين، فتكون كلمة "تاريخ التشريع"، مرادفة لكلمة "تاريخ الفقه"، ومفيدة لمعناها.
ويترتب على إطلاق تاريخ التشريع على تاريخ الفقه ثلاثة أمور:
1. الأول: عدم انتهاء التشريع بوفاة الرسول ﷺ.
2. الثاني: عدم وجود فرق بين كلمة (تاريخ التشريع وتاريخ الفقه).
3. الثالث: الأحكام الاجتهادية في زمن الصحابة والتابعين، تشريع لنا.[19]

ويمكن تتبع الأطوار التاريخية لمصادر التشريع الإسلامي على عصور ستة، وهي:

### أولاً: مصادر التشريع في عصر النبوة
وقد تميز هذا العصر بثلاث مزايا، وهي: نزول القرآن، وبيان السنة النبوية، واجتهاد النبي ﷺ، ومدته كانت قصيرة، فلم تزد مدة حياة الرسول ﷺ، بعد بعثته عن ثلاثة وعشرون عام.
أما نزول القرآن: فكان منجماً بحسب الوقائع والمناسبات التي تعرف بـ أسباب النزول، على مدى ثلاثة وعشرين عاماً، وحكمة تنزيل القرآن منجماً لا دفعة واحدة، لتثبيت وتقوية قلب النبي ﷺ، فيعيه ويحفظه، والانتقال من حكم إلى آخر، والإجابة على بعض الأسئلة والاستفسارات، ليكون دالاً على كونه من عند الله.
وأما السنة النبوية: "فهي مرتبطة ارتباطاً وثيقاً بالقرآن باعتبارها وحياً من الله، وهذا الارتباط يتضح لنا أكثر، إذا علمنا أن السنة قد جاءت موضحة للقرآن، مبينة له، ومقيدة لمطلقه، ومخصصة لعامه، وموضحه لمشكله، فهي المعول عليها في فهم آي القرآن، كما أنها جاءت بأحكام كثيرة، لم تذكر في القرآن، وفي هذه المرحلة، قام التشريع الإسلامي على ثلاثة أسس:
1. رفع الحرج
2. وقلة التكاليف
3. والتدرج في الأحكام.[19]

### ثانياً: مصادر التشريع في عصر الخلفاء الراشدين
وتبدأ هذه المرحلة من بعد انتقال الرسول ﷺإلى الرفيق الأعلى، فاضطلع الصحابة بعبء الاجتهاد، لاتساع الفتوحات، وامتداد نفوذ المسلمين إلى ما وراء الجزيرة العربية، وظهور مسائل وحوداث لا عهد لهم بها، فكان اجتهادهم بالمعنى الواسع، بعد البحث عن حكم الحادثة في القرآن أو السنة، فنظروا في دلائل النصوص، وقاسوا، واستحسنوا، وعملوا بمقتضى المصالح المتفقة مع مقاصد الشريعة.

### ثالثاً: مصادر التشريع في عصر التابعين
"ويبدأ هذا الطور بنهاية عصر الخلفاء سنة: (41هـ)، إلى أوائل القرن الثاني الهجري، وعلى الرغم من أن التشريع في هذا العصر سار على نفس النهج، الذي سار عليها الصحابة واتباع نهجهم في استنباط الأحكام إلا أن الاجتهاد في هذا العصر، اختلف عن العصر السابق في بعض الأمور، أهمها: اتساع دائرة الفقه وكثرة الاختلاف في مسائله.
واتجه الجمهور المعتدل في التفريع الفقهي فريقين:
1. فريق وقف عند الأخذ بالنصوص، والفقه الواقعي؛ فسموا بأهل الحديث أو مدرسة الحديث.
2. فريق توسع في الاعتماد على النصوص من طريق مباني الأحكام وعللها ودلالاتها، من طريق القياس، ولم يقتصروا على الاجتهاد في المسائل الواقعية، وإنما قرروا أحكاماً لمسائل افتراضية، فسموا بأهل الرأي أو مدرسة الرأي.[22]

### رابعاً: مصادر التشريع في عصر أئمة المذاهب
ويبدأ من أوائل القرن الثاني الهجري إلى منتصف القرن الرابع، وكان هو العصر الذهبي للفقه والاجتهاد، حيث برع أئمة المذاهب الأربعة وغيرهم في ممارسة الاجتهاد والتفريع الفقهي، وتبلورت مذاهب فقهية متكاملة وخصبة، وأضحت سائدة يقلدها المسلمون في أنحاء العالم.

### خامساً: عصر ما بعد المذاهب
ويبدأ من منتصف القرن الرابع الهجري، إلى منتصف القرن السابع، وكان عصر الجمود نسبياً على مذاهب الأئمة السابقين، وساد التقليد، وعكف الأتباع على تعليل الأحكام والترجيح الداخلي في نفس المذهب، والترجيح الخارجي، أي ترجيح المذهب على ما سواه من المذاهب، ووجدت ظاهرة النقاش والانتصار للمذهب.
وفيما بعد منتصف القرن السابع عمّ الجمود والركود، ونشطت حركة تدوين الفتاوى والتطبيقات الفقهية العلمية، وهي المسمى بالدور الفقهي السادس لدى مصنفي تاريخ التشريع.

### سادساً: عصر اليقظة أو النهضة الحديثة
وابتدأ من تاريخ ظهور مجلة الأحكام العدلية سنة: (1286هـ) وذلك في: (1851 مادة)، ثم تلاه ما تلاه من مؤلفات ومجلات، وكان من أهم عوامل النهضة: جهود أئمة الإصلاح، مثل الشوكاني والأفغاني ومحمد عبده ومحمد بن عبد الوهاب، وغيرهم، وتم تصحيح النظرة إلى الاجتهاد بداءاً من جهود السيوطي 911هـ، الذي دعاء إلى ضرورة الاجتهاد، وأنه فرض كفائي، وعاد العلماء إلى أصل الحكم الشرعي، وهو فتح باب الاجتهاد لمن كان مؤهلاً له، وصار ذا ملكة اجتهادية مقبولة من جماهير المسلمين.
وكان أيضاً للاحتكاك بالدول الأجنبية وظهور الصراعات الفكرية ومتطلبات العصر الذي قذف بمئات المشكلات الحديثة؛ دور متميز في تحريك الاجتهاد.
وكان للطباعة أثر واضح في نشر الآراء، والكنوز الفقهية، وأُنشِئت الجامعات، وكان لأساتذتها دور واضح في تبني التجديد، وبدت في الأزهر في عهد الإمام المراغي توجيهات إيجابية في إصلاح التعليم، وإدخال مادة الفقه المقارن في مناهج كلية الشريعة، ثم كثرت كليات الشريعة في العالم الإسلامي، وأدى كل ذلك إلى ظهور حركة التجديد والتطوير ومزيداً من النمو والازدهار.

## مصدر التشريع عند القرآنيين
يعتمد القرآنيون على مصدر واحد، وهو القرآن "ويتبنون في تفاسيرهم للقرآن أصولاً ثلاثة هي:
1. حسبنا كتاب الله، لكفايته في تلبية كل ما له صلة بالحياة الإسلامية، وأجمع القرآنيون على أن ما بين دفتي القرآن لا وجود فيه لآيات منسوخة.
2. الاعتماد الكلي على اللغة العربية في فهم القرآن، ما لم يقصد استنباط نظرية معينة، وبناء على هذا المسلك اللغوي نفى أكثر القرآنين جل الحقائق الشرعية، المستفادة من الألفاظ التي خصها الشارع لشيء معين -كالصلاة والزكاة والطواف وما شاكل ذلك.
3. الإلحاد والتأويل وتحكيم العقل في بيان مراد الله، بقطع النظر عن اللغة ومدلولاتها الظاهرة، لاستنباط نظريات معينة اعتنقها القرآنيون وفق أهوائهم.[25]

## مصادر التشريع عند الشيعة
- القرآن
- السنة: وهي قول النبي وفعله وتقريره، المأثور عن طريق أهل بيت رسول الله ﷺ.
- العقل: وهو الدليل العقلي القطعي وكل ما يثبت بالقرآن أو سنة فهو ثابت بالدليل العقلي.
- الإجماع: وهو وسيلة إثبات باتفاق آراء الفقهاء في مسألة شرعية وهو كاشف عن الدليل الشرعي ودليل على الحكم الشرعي، وليس الإجماع كاشفاً عن الحكم الشرعي مباشرة ويجب أن يستند إلى رأي النبي والأئمة.

وهذه هي مصادر التشريع عند الشيعة وليس هناك مصدر آخر، يعتمد عليه.

## مصادر التشريع عند الإباضية
وهم فرقة من فرق الخوارج، تنسب إلى بن إباض التميمي، المتوفى سنة: 80هـ، وهم أقرب فرق الخوارج إلى أهل السنة، ومصادرهم في التشريع أشبه بمصادر أهل السنة، فهم يعتمدون في اجتهادهم على الكتاب والسنة والإجماع والقياس، غير أنهم يخالفون في بعض المسائل تبعاً لاختلافهم مع الجمهور سياسياً، وتأثير مذهبهم بذلك كغيرهم من الخوارج.

## موضوعات ذات صلة
- حجية (إسلام)
- سنة